# Državni ured za reviziju
Državni ured za reviziju najviša je revizijska institucija Republike Hrvatske, koja je samostalna i neovisna u svom radu. Državnim uredom za reviziju upravlja glavni državni revizor koji o njegovu radu izvješćuje Hrvatski sabor. Osnovan je 1993. na temelju Zakona o državnoj reviziji, a počeo je s radom u studenome 1994. 
Trenutačno, dužnost glavnog državnog revizora obnaša Ivan Klešić od kraja 2010. godine, koji je nasljedio dugogodišnju glavnu državnu revizoricu Šimu Krasić.

## Vanjske poveznice
- Službene stranice